# Бронькняж
Бронькняж — древнерусский город-крепость в Переяславском княжестве, располагавшийся на правом берегу реки Трубеж. Относился к порубежным городам южной Руси, населённым торками.
Бронькняж упоминается в Киевской летописи под 1125 годом в связи нападением половцев, последовавшим за смертью Владимира Мономаха. Несмотря на неожиданность, попытка половцев взять Бронькняж, равно как и соседний Баруч, оказалась неудачной. После этого половцы были разбиты переяславским князем Ярополком Владимировичем в битве у Полкостеня.
Точное местоположение города не установлено. Как предположил Ю. Ю. Моргунов, летописный Бронькняж связан с городищем у села Новый Быков в верховьях Супоя. Согласно другим версиям, Бронькняж следует ассоциировать с селом Браница Бобровицкого района Черниговской области или с городищем на северо-западной окраине села Пристромы Переяслав-Хмельницкого района Киевской области. Рядом с последним сохранились остатки большого посада.
По мнению историка Алексея Толочко, составное «придуманное» название крепости (как в случае с Переяславом или Полкостенем) говорит о её целенаправленном основании в контексте укрепления границ Руси.